# Route 175 (Québec)
Die Route 175 ist eine Nationalstraße (Route nationale) der kanadischen Provinz Québec und führt durch die Verwaltungsregionen  Chaudière-Appalaches, Capitale-Nationale und Saguenay–Lac-Saint-Jean. Sie wird abschnittsweise auch als Boulevard Talbot bezeichnet.

## Streckenbeschreibung
Die 243,3 km lange Überlandstraße verbindet das am Ostufer des Rivière Chaudière und 25 km südlich von Québec gelegene Saint-Lambert-de-Lauzon mit Saguenay. Sie führt in überwiegend nördlicher Richtung durch die Provinzhauptstadt Québec und weiter durch die Laurentinischen Berge nach Saguenay. Abschnitte der Route 175 entsprechen dem Standard einer Autoroute. Im Norden von Québec ist ein 30 km langes Teilstück der Route 175 deckungsgleich mit der Autoroute 73 (Autoroute Laurentienne).